# Gloduria
Gloduria là một chi bướm đêm thuộc họ Geometridae.